# Lordelo (Felgueiras)
Lordelo ist ein Ort und eine ehemalige Gemeinde (Freguesia) in Portugal.
Die Gemeinde gehört zum Kreis Felgueiras im Distrikt Porto in der Região Norte. Sie besitzt eine Fläche von 1,51 km² und 357 Einwohner (Stand 30. Juni 2011).
Am 29. September 2013 wurden die Gemeinden Lordelo und Unhão zur neuen Gemeinde União das Freguesias de Unhão e Lordelo zusammengeschlossen.